# Organigram
Az organigram (vagy organogram) egy szervezet, egy program stb. funkcionális, szervezeti és hierarchiai kapcsolatainak sematikus ábrája. 
Különböző formákban hozható létre, a legklasszikusabb a „gereblye”.
Arra szolgál, hogy jelezze a feladat együttes felelősségi eloszlását a posztok között és a köztük létező utasítási viszonyokat. Csak kevés információt ad a feladatok eloszlásáról (a funkciómeghatározások az organigramhoz adatszerű utalások által kapcsolódnak). Lehetővé teszi az utasítási viszonyok és az alá-fölérendeltségi összefüggések ábrázolását. Az irányítói és a végrehajtói posztokat téglalapokkal, a vezérkari posztokat oválisokkal ábrázolja.
Az informatikában az ordinogram vagy a logigram a szinonimája.